# ベント・マテウス・クレプスキ
ベント（Bento）ことベント・マテウス・クレプスキ（ポルトガル語: Bento Matheus Krepski、1999年6月10日 - ）は、ブラジルとイタリアのサッカー選手。サウジ・プロフェッショナルリーグ・アル・ナスル所属。ポジションはGK。ブラジル代表。

## クラブ歴
2013年に14歳でアトレチコ・パラナエンセの下部組織に加入した。2020年にトップチームに昇格したが、サントス、ジャンジレイ、アンデルソン、カイオに次ぐ第5ゴールキーパーの立ち位置であった。同年7月に2023年迄契約を延長した。
2020年11月25日、サントスとジャンジレイがCOVID-19の陽性で出場出来なくなったため、コパ・リベルタドーレス2020のCAリーベル・プレート戦で選手初出場を記録した。3日後にはカンピオナート・ブラジレイロ・セリエAでも初出場を記録した。2021年3月30日に2024年末迄契約を延長すると、同年10月26日にはさらに一年契約を延長した。2022年に入ると、サントスが移籍したために正ゴールキーパーとなった。
2024年7月17日、アル・ナスルFCに移籍した。